# Kiko (football)
Pour les articles homonymes, voir Kiko.
Francisco Miguel Narváez Machón, dit Kiko, est un footballeur espagnol, né le 26 avril 1972 à Jerez de la Frontera, près de Cadix. Il jouait au poste d'attaquant.

## Carrière en club
Formé au Cadix CF il débute en équipe première lors de la saison 1990-1991. Le club évolue à cette époque en Liga mais il est finalement relégué à l'issue de la saison 1992-1993. Le prometteur Kiko, qui est déjà international espagnol, quitte alors le club pour l'Atlético de Madrid. Il va porter le maillot du club madrilène pendant près de dix ans. Il y connait des moments de gloire comme le double Coupe-Championnat en 1996 et un quart de finale de Ligue des champions en 1996-1997 contre l'Ajax Amsterdam. Son passage à Madrid se termine pourtant par une terrible désillusion avec la relégation du club en 2000 et la non remontée la saison suivante. Il finit sa carrière à seulement 30 ans par un court passage à Extremadura.

## Carrière en équipe d'Espagne
Kiko fut international espagnol à 26 reprises (1992-1998) pour 5 buts.
Aux Jeux olympiques 1992 à Barcelone, il inscrit un but contre la Colombie, un but contre le Qatar, un but contre l’Italie, deux buts contre la Pologne en finale. Il fut titulaire dans tous les matchs (Pologne, Italie, Colombie, Égypte, Qatar, Ghana). Il est couronné du titre de champion olympique.
Son premier match avec la sélection ibérique fut jouée à Séville, dans le cadre des éliminatoires de la Coupe du monde de football de 1994, contre la Lettonie, pour une large victoire 5 buts à 0. Il fut titulaire et joua tout le match.
Il ne participa pas à la Coupe du monde de football de 1994, mais il participa deux années plus tard à l’Euro 96. Il ne joue pas contre la Bulgarie, est remplaçant contre la France, et est titulaire contre la Roumanie (carton jaune) ainsi que contre l’Angleterre. L’Espagne sera éliminée en quarts.
Il participa à la Coupe du monde de football de 1998. Il fut titulaire contre le Nigeria, remplaçant contre le Paraguay (carton jaune) et contre la Bulgarie (2 buts inscrits à la 88e et à la 90e). L’Espagne, à la surprise générale, sera éliminée dès le premier tour.

## Palmarès
- Équipe d'Espagne
  -  Médaille d’or aux Jeux olympiques d'été de 1992 avec l'équipe espoirs.
  - 26 sélections et 5 buts entre 1992 et 1998.
  - Participation à l'Euro 1996 (quart de finaliste) et la coupe du monde 1998 (éliminé au 1er tour).

- Atlético de Madrid
  - Champion d'Espagne en 1996.
  - Vainqueur de la coupe d'Espagne en 1996.
  - Finaliste de la coupe d'Espagne en 1999 et 2000.
  - Finaliste de la Supercoupe d'Espagne en 1996.